# Napier, Nya Zeeland
Napier är en stad på Nordön i Nya Zeeland. Den är belägen vid södra änden av bukten Hawke Bay och har ungefär 55 000 invånare.
Staden är mest känd för alla byggnader i art déco-stil. Det var en populär byggnadsstil bland annat i USA i slutet av 1920- och 1930-talen. Napier drabbades av en förödande jordbävning den 3 februari 1931, som förstörde en stor del av staden. 256 personer omkom och det mesta av stadens centrum förstördes helt. Många hus byggdes sedan upp i just art-déco.
Runt Napier i södra Hawke Bay-området finns många vingårdar som producerar vin. Te Mata Estate, söder om Napier, är den äldsta (vinrankor planterades här redan 1892) vinanläggningen i landet som fortfarande är i drift.

## Sevärdheter

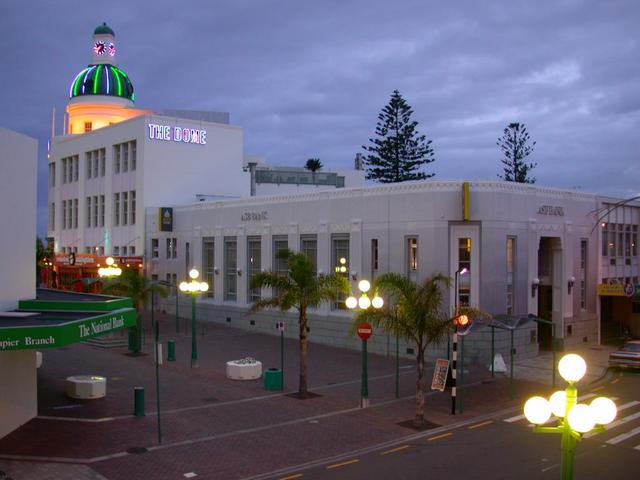
Art-décobyggnad i Napier.

- Husen i art-déco kan man få upplysningar om i Desco Centre. Här huserar Art Déco Trust, vilka organiserar vandringar i centrum.
- Aquarium - här kan man se hajar, stingrockor, sjöhästar och många andra djur i detta stora akvarium.
- Hawke Bay Museum - här finns utställningar av maorikonst och föremål som anknyter till de tidiga nybyggarna i Hawke Bay. Audiovisuella utställningar låter besökaren uppleva jordbävningen 1931.

### Jordbävningen 1931
Den 3 februari 1931 drabbades Napier av en jordbävning. Hela centrala staden förstördes och 256 personer dog på grund av sönderfallande hus och de bränder som uppstod.

## Bildspel

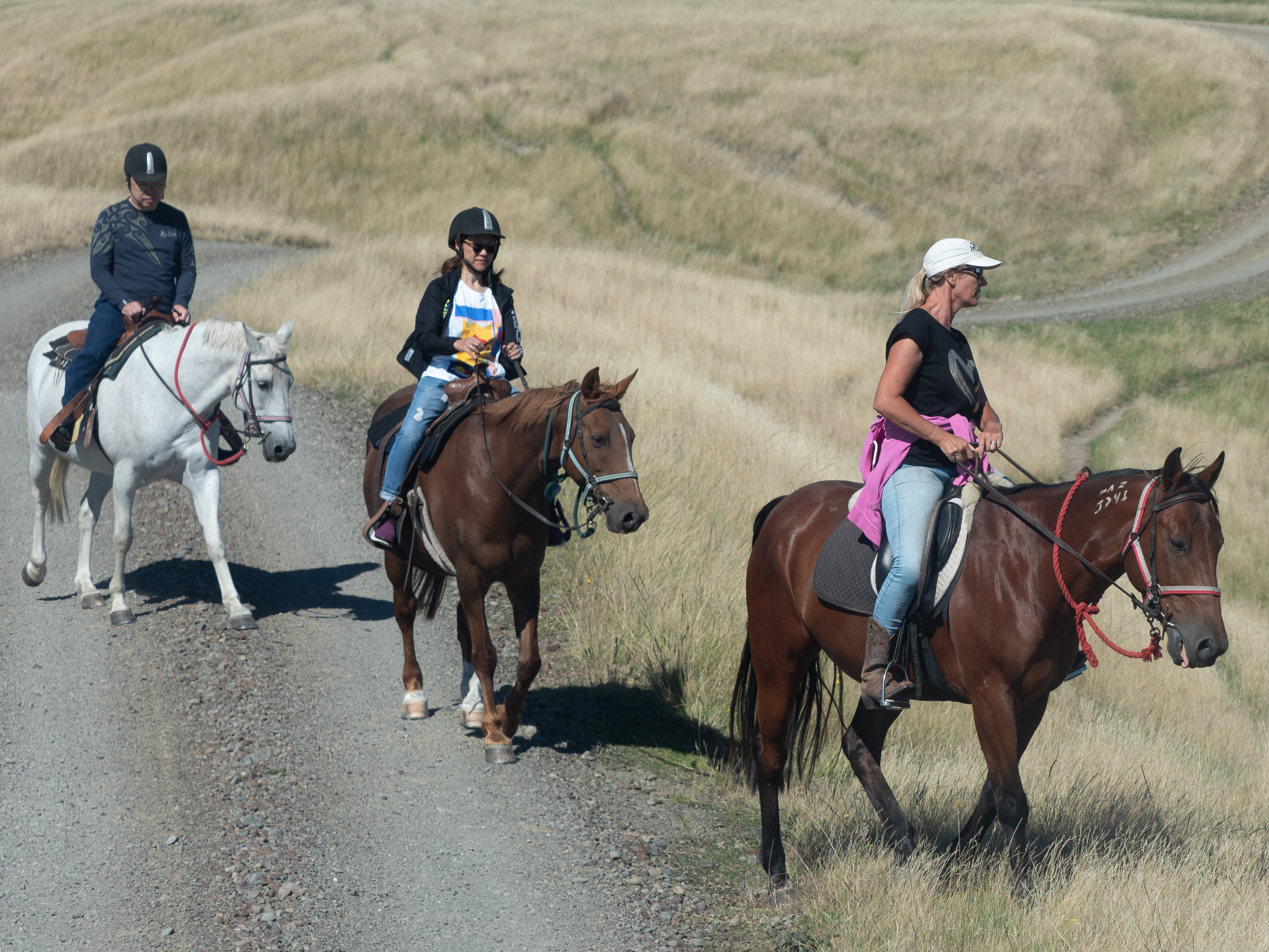
1
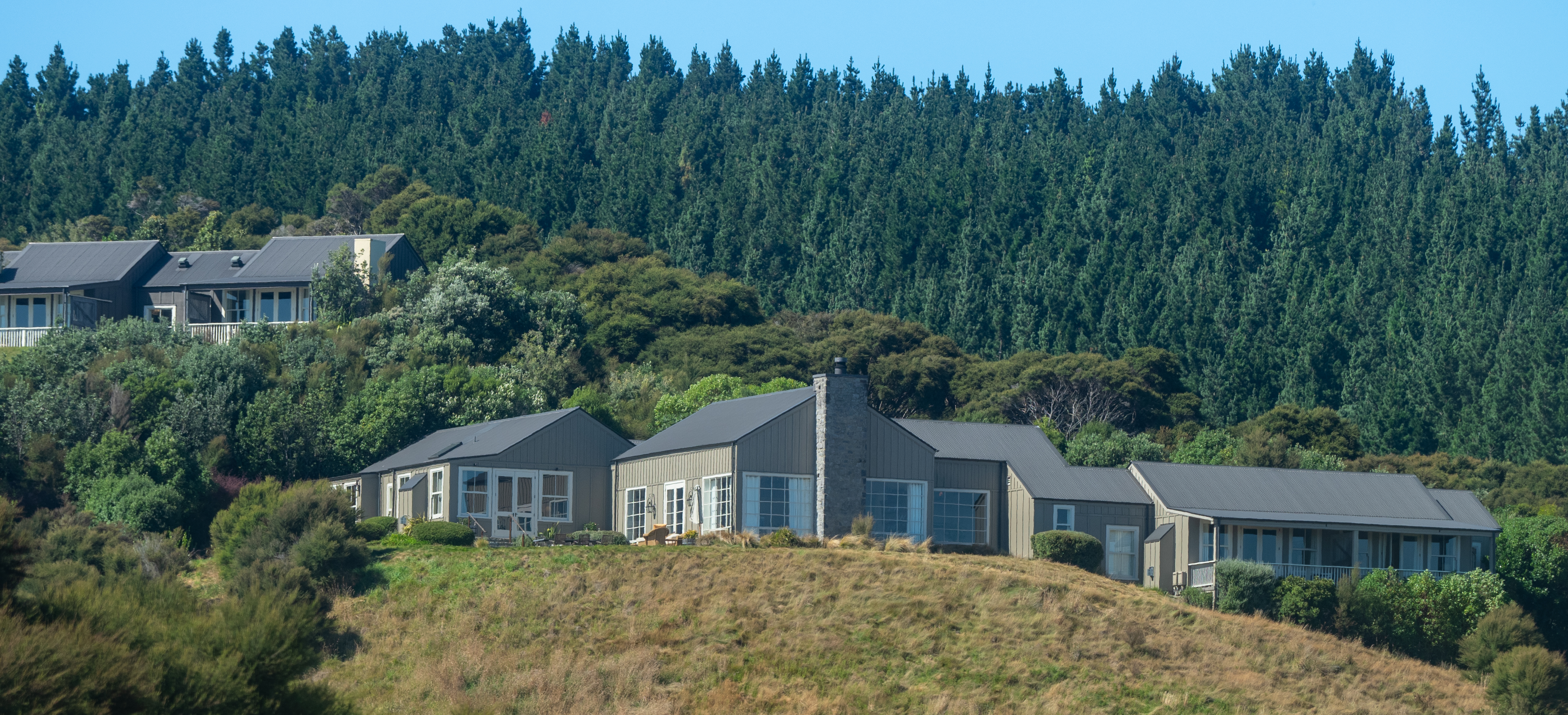
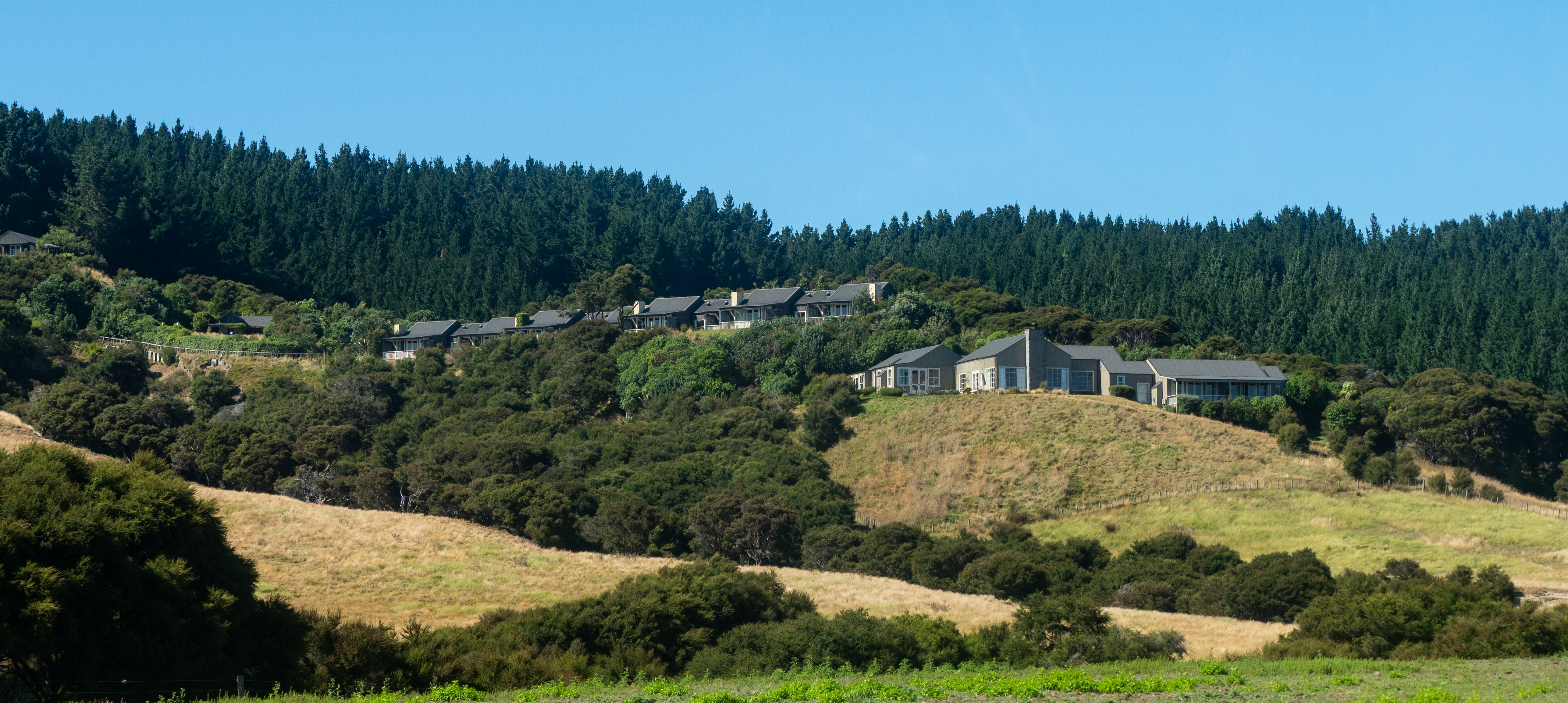
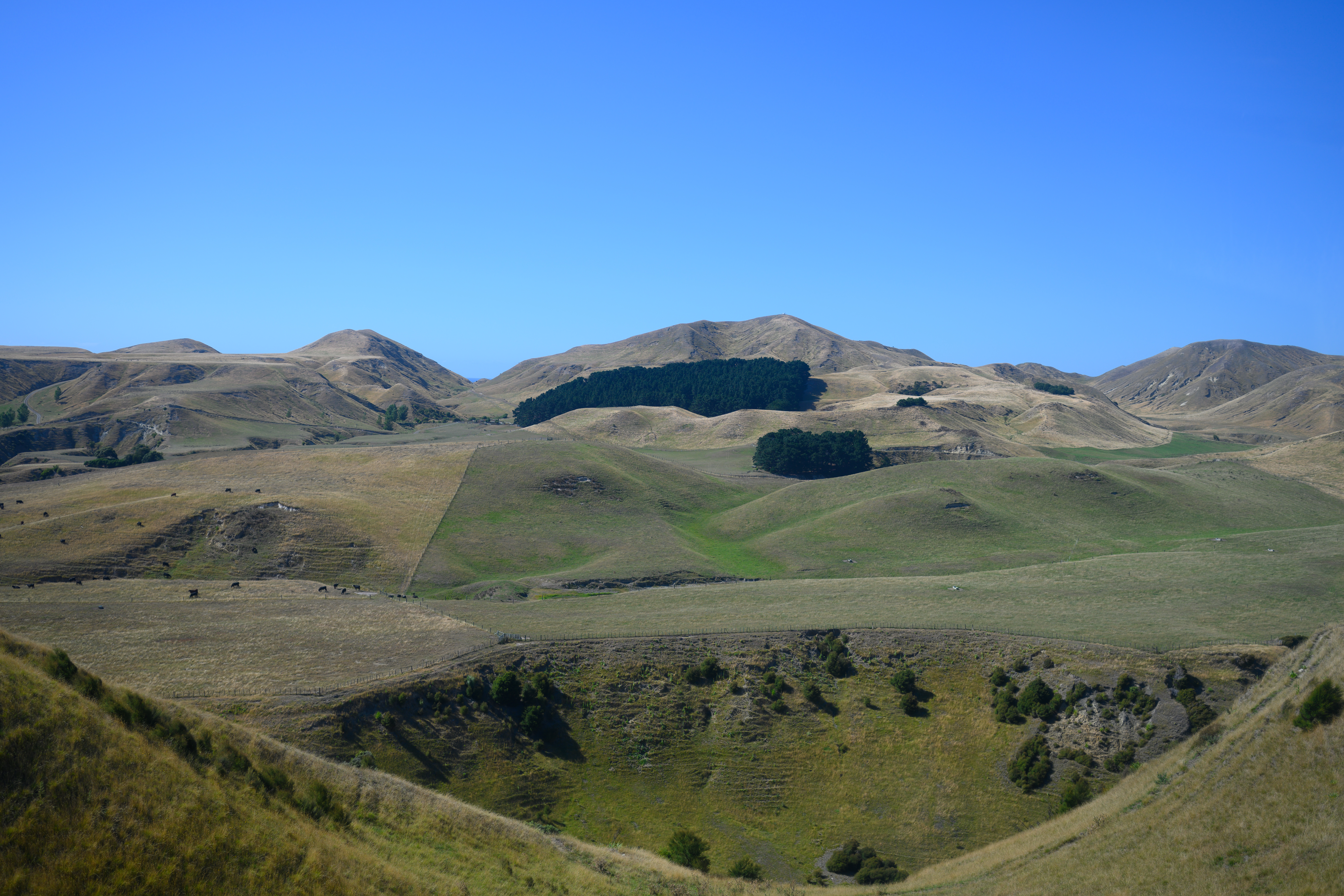
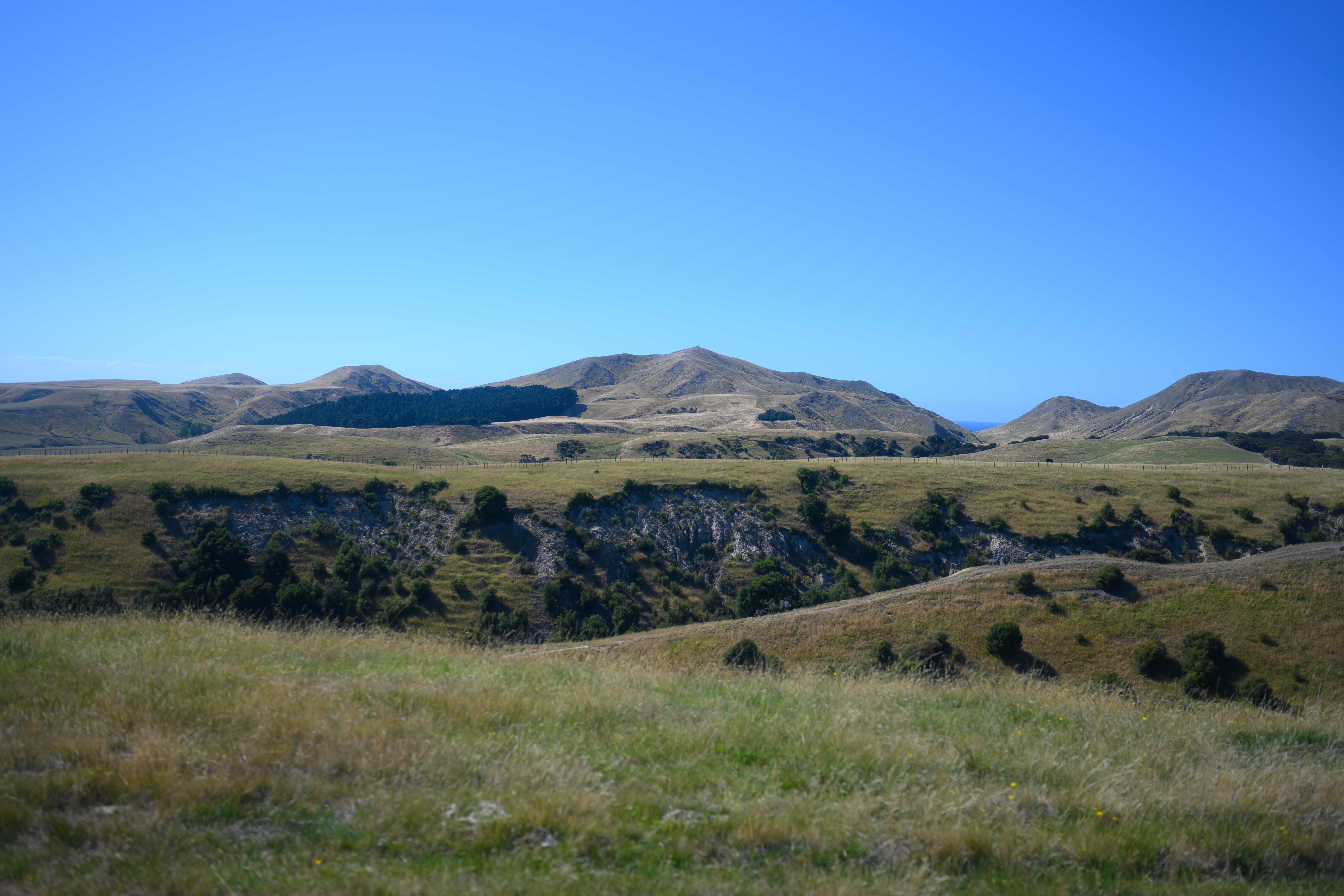
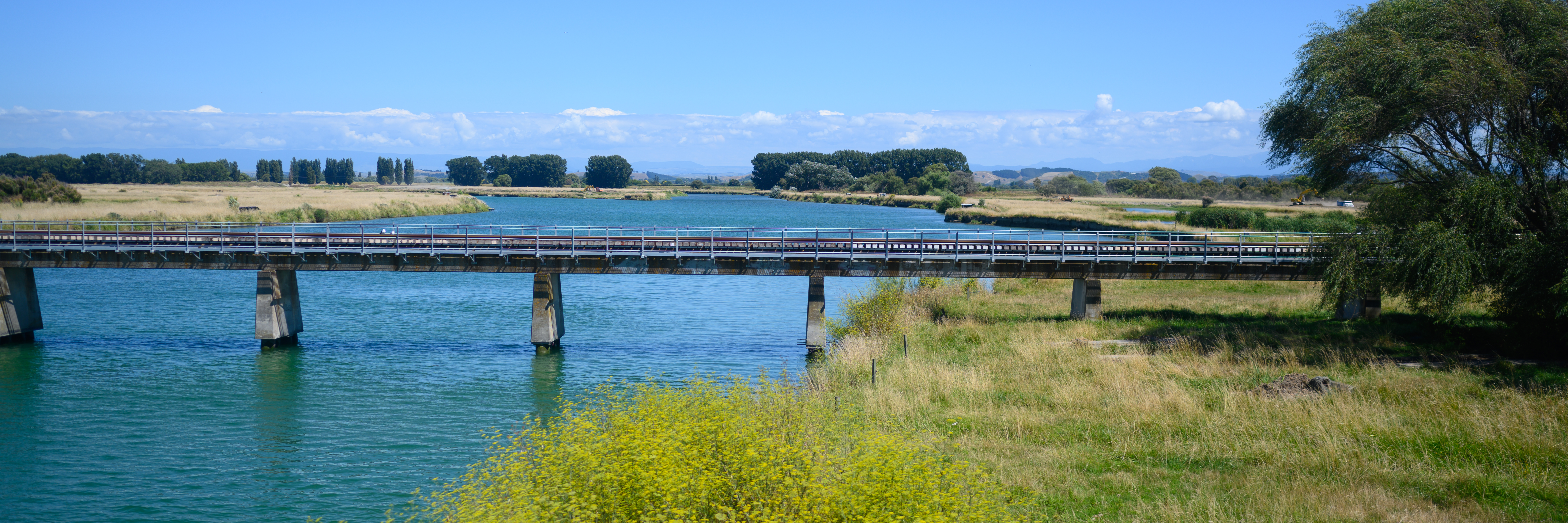
6